# Обали
Обали́ (каз. Обалы) — село у складі Бурабайського району Акмолинської області Казахстану. Входить до складу Златопольського сільського округу.
Населення — 308 осіб (2021; 585 у 2009, 783 у 1999, 947 у 1989).
Національний склад станом на 1989 рік:
- казахи — 70 %.

У радянські часи село називалось Адикбай, до 2019 року — Первомайське.